# Le Condottiere (Léonard de Vinci)
Le Condottiere, parfois nommé Profil d'un capitaine antique, est un dessin à la pointe d'argent réalisé par le peintre florentin Léonard de Vinci vers 1475 et conservé au British Museum, à Londres. 

## Description
Le dessin (28,5 × 20,7 cm) est exécuté à la pointe d'argent sur papier préparé. Revêtu d'une armure à l'antique, le condottiere est coiffé d'un heaume décoré de volutes et d'éléments floraux pendant que des ailes de dragon partent des tempes. Sur la poitrine, l'armure richement ornementée  porte une tête de lion saillante. 
L'insistance sur les courbes et les motifs végétaux est typique des œuvres de jeunesse de Vinci. Le dessin date probablement de l'époque où l'artiste travaillait à l'atelier d'Andrea del Verrocchio et semble se référer à une série de bas-reliefs sculptés par celui-ci pour le roi Matthias Ier de Hongrie et représentant des guerriers antiques.

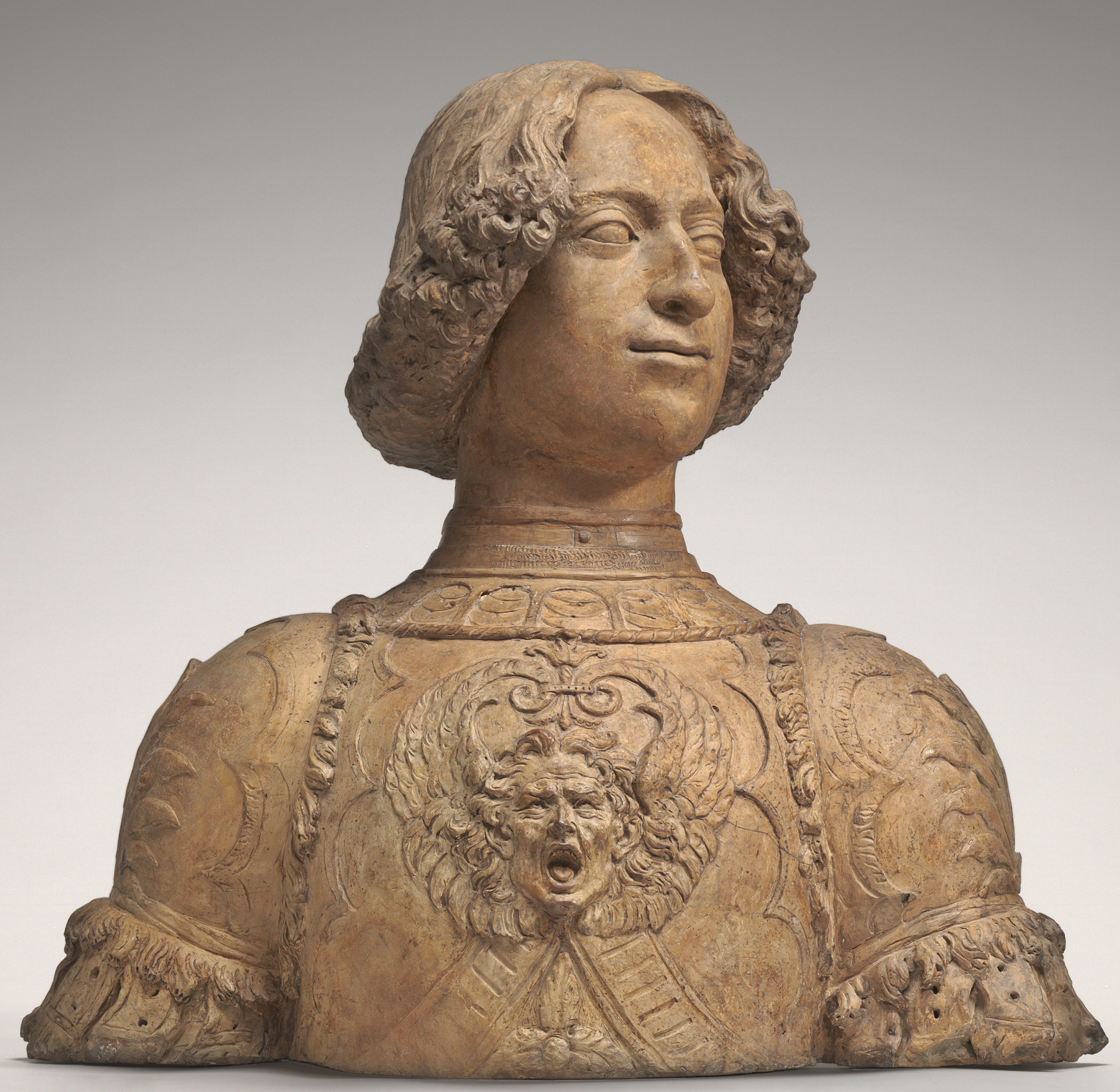
Buste de Julien de Médicis par Verrocchio, 1475-1478.

Une armure comparable orne un buste de Julien de Médicis en terre cuite, daté de 1475-1478 et attribué à Verrocchio, qui se trouve aujourd'hui à la National Gallery of Art de Washington D.C..
En 1969, à l'occasion des 450 ans de la mort de Léonard de Vinci, la principauté de Monaco a émis le timbre postal no 804, d'une valeur de 3 francs, reproduisant le dessin et intitulé Un condottiere.